# Toujounine
Toujounine est une commune urbaine de Mauritanie et un quartier (moughataa) de la ville de Nouakchott. 